# Val Colvera di Jof
Val Colvera di Jof este o arie protejată (arie specială de conservare — SAC, sit de importanță comunitară — SCI) din Italia întinsă pe o suprafață de 396 ha, integral pe uscat.

## Localizare
Centrul sitului Val Colvera di Jof este situat la coordonatele 46°12′02″N 12°40′42″E / 46.2006°N 12.6783°E.

## Înființare
Situl Val Colvera di Jof a fost declarat sit de importanță comunitară în iunie 1998 pentru a proteja 1 specie de plante și 15 specii de animale. Situl a fost protejat și ca arie specială de conservare în octombrie 2013.

## Biodiversitate
Situată în ecoregiunea alpină, aria protejată conține 12 habitate naturale: Pante stâncoase calcaroase cu vegetație casmofită, Păduri pe pante, grohotișuri și ravene de Tilio-Acerion, Păduri de pin (sub-) mediteraneene cu pini negri endemici, Peșteri inaccesibile publicului, Pajiști alpine și boreale, Păduri ilirice de stejar și carpen (Erythronio-Carpinion), Păduri de Castanea sativa, Tufărișuri cu Pinus mugo și Rhododendron hirsutum (Mugo-Rhododendretum hirsuti), Fânețe de joasă altitudine (Alopecurus pratensis, Sanguisorba officinalis), Grohotișuri termofile și vest-mediteraneene, Pajiști uscate din regiunea submediteraneeană estică (Scorzoneratalia villosae), Păduri ilirice de Fagus sylvatica (Aremonio-Fagion).
La baza desemnării sitului se află mai multe specii protejate:
- plante (1): Gladiolus palustris
- păsări (10): minunița (Aegolius funereus), potârnichea de stâncă (Alectoris graeca saxatilis), acvilă de munte (Aquila chrysaetos), cocoșul de mesteacăn (Bonasa bonasia), buha (Bubo bubo), caprimulg (Caprimulgus europaeus), cristeiul de câmp (Crex crex), ciocănitoare neagră (Dryocopus martius), șoim călător (Falco peregrinus), Lyrurus tetrix tetrix
- amfibieni (1): Rana latastei
- mamifere (1): liliacul mare cu potcoavă (Rhinolophus ferrumequinum)
- nevertebrate (3): Austropotamobius pallipes, Euplagia quadripunctaria, rădașcă (Lucanus cervus)

Pe lângă speciile protejate, pe teritoriul sitului au mai fost identificate 7 specii de plante, 4 specii de amfibieni, 2 specii de mamifere, 3 specii de nevertebrate, 7 specii de reptile.